# Mussaenda ustii
Mussaenda ustii är en måreväxtart som beskrevs av Grecebio Jonathan D. Alejandro. Mussaenda ustii ingår i släktet Mussaenda och familjen måreväxter. Inga underarter finns listade i Catalogue of Life.